# 庞卡城 (俄克拉何马州)
庞卡城（英語：Ponca City）是位于美国俄克拉何马州凱縣和欧塞奇县的一座城市。